# Günther Neutze

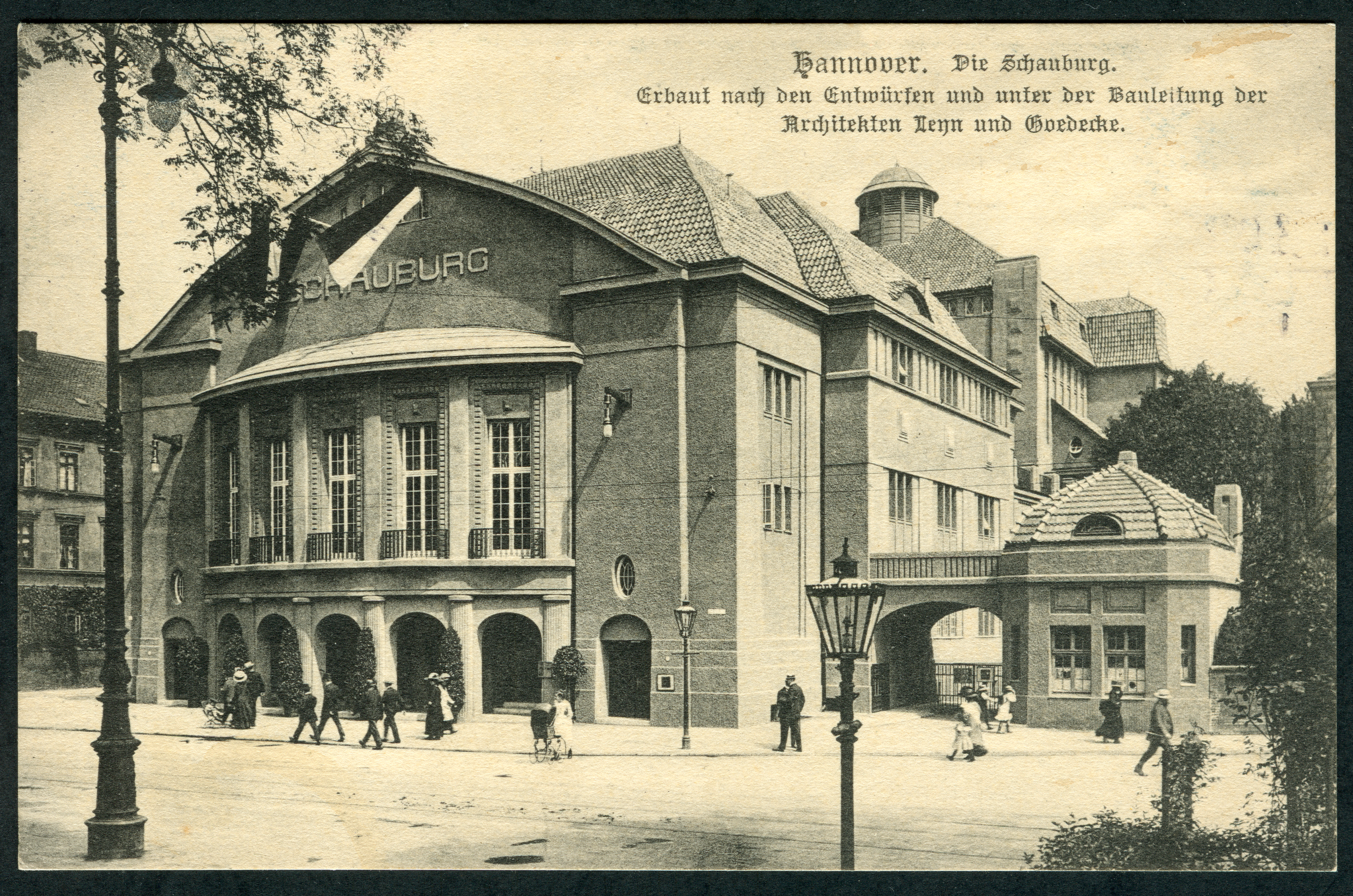
Die Schauburg („Schauspielhaus“), erster Wirkungsort der Brüder Neutze Ansichtskarte Nummer „1101“ von Karl F. Wunder

Günther Neutze (*  5. März 1921 in Hannover; † 26. Februar 1991 ebenda) war ein deutscher Schauspieler.

## Biografie

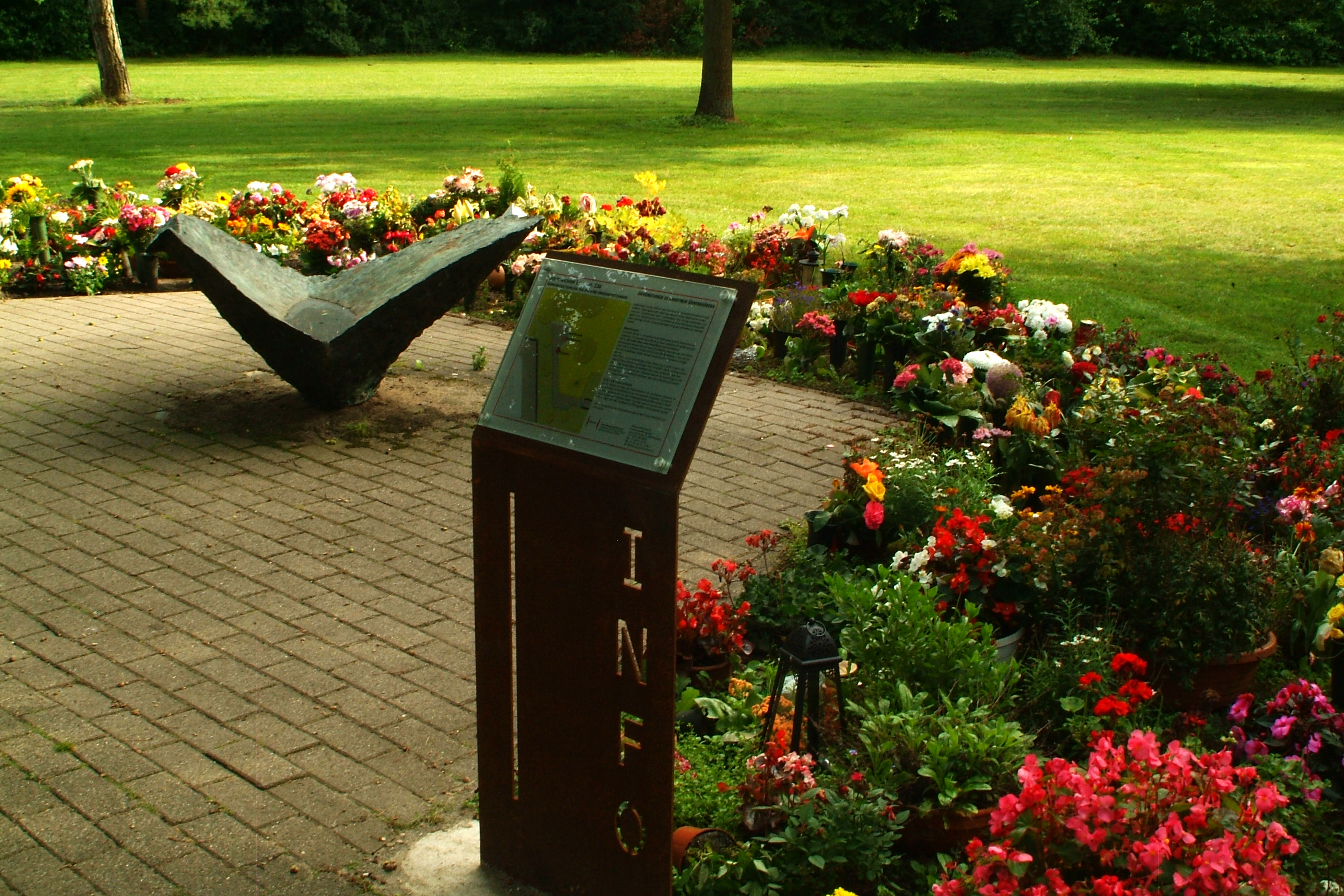
Günther Neutze ist auf dem anonymen Urnengräberfeld auf dem Stadtfriedhof Lahe beigesetzt

Günther Neutze, in der Südstadt Hannovers geboren, war der älteste Sohn eines Beamten und der Bruder von Hanns Lothar (Neutze) und Horst Michael Neutze. Er besuchte wie seine Brüder die Lutherschule. Noch während seiner Schulzeit arbeitete er als Statist am später zerstörten Schauburg-Theater in der Hildesheimer Straße und fand wie seine Brüder auf diese Weise zum Theater. Er nahm privat Schauspielunterricht und hatte sein erstes Theaterengagement in Aschaffenburg.
Nach seiner Rückkehr aus der Kriegsgefangenschaft in der Sowjetunion erhielt er 1947 ein Engagement am Landestheater Hannover. Hier wirkte er „als hochgeschätzter Charakterdarsteller“ im Ballhof-Ensemble unter Kurt Ehrhardt, der Neutzes „ungewöhnliche komödiantische und intellektuelle Vielseitigkeit“ schätzte. In diesem Ensemble spielte er mit Bernhard Minetti, Rolf Boysen, Heinz Bennent, Elfriede Rückert, Hansjörg Felmy und seinem Bruder Hanns Lothar.
1951 und 1952 war Günther Neutze am Staatstheater Braunschweig, anschließend arbeitete er wieder in Hannover, aber auch in Bremen und bei den Festspielen in Bad Hersfeld. Ansonsten hat er kaum außerhalb von Hannover gespielt – ein Angebot des Wiener Burgtheater schlug er 1975 aus. Auch war Neutze sein Leben lang Fan von Hannover 96.
Mit seinen beiden Brüdern trat er nur in einem einzigen Film zusammen auf, und zwar in dem Jürgen-Roland-Krimi Polizeirevier Davidswache (1964). Zwei Jahre darauf konnte man das Trio in dem Kriminal-Hörspiel Reiche Leichen sind die Besten von Harald Vock hören. Hanns Lothar und Neutze waren auch in dem Fernsehfilm Flug in Gefahr nach dem gleichnamigen Roman des Bestsellerautors Arthur Hailey beide in Hauptrollen zu sehen.
Populär wurde Neutze ab Ende der 1950er Jahre durch seine Film- und Fernsehrollen. Jürgen Roland holte ihn zum Fernsehen, so dass er für seine Bühnenauftritte und der Arbeit im Fernsehstudio zwischen Hannover und Hamburg pendelte. Nach zahlreichen kleinen Filmrollen schrieb Neutze 1966 Fernsehgeschichte als Archibald Arrow in dem deutschen Fernsehmehrteiler Die Gentlemen bitten zur Kasse über den berühmten Postzugraub in England. Von 1967 bis 1973 trat er neben Karl Lieffen als Kommissar Bernard in Rolands Krimiserie Dem Täter auf der Spur auf, in der beide die Zuschauer zum Mitraten aufforderten. Rollen übernahm Neutze auch in weiteren Fernsehkrimis.
Daneben war Neutze „ein glänzender Sprecher beim Funk“; so lieh er seine Stimme so beliebten Sendungen wie „Am Morgen vorgelesen.“
1983 zog sich der herzkranke Schauspieler ins Privatleben zurück, nachdem er 1979 während einer Theatertournee zusammengebrochen war. Günther Neutze starb 1991 eine Woche vor seinem 70. Geburtstag und wurde auf dem Stadtfriedhof Lahe in Hannover auf dem anonymen Urnengräberfeld (Abt. 136) beigesetzt. Er hinterließ zwei Kinder.

## Filme (Auszug)
- 1957: Der Geisterzug
- 1960: Kai aus der Kiste
- 1960: Toter gesucht (TV-Film)
- 1962: Stahlnetz: Spur 211
- 1963: Der Fall Sacco und Vanzetti
- 1963: Der schlechte Soldat Smith
- 1964: Flug in Gefahr
- 1964: Polizeirevier Davidswache
- 1964: Marie Octobre
- 1964: Das Kriminalmuseum – Tödliches Schach
- 1964: Das Kriminalgericht – Der Fall Nebe
- 1965: Die fünfte Kolonne – Libelle bitte kommen
- 1966: Das Kriminalmuseum – Der Barockengel
- 1966: Die Gentlemen bitten zur Kasse
- 1966: Adrian der Tulpendieb
- 1967–1973: Dem Täter auf der Spur (17 Folgen)
- 1967: Im Busch von Mexiko – Das Rätsel B. Traven
- 1968: Das Kriminalmuseum – Das Goldstück
- 1968: Ein Sarg für Mr. Holloway
- 1968: Funkstreife XY – ich pfeif’ auf mein Leben
- 1969: Spuk im Morgengrauen
- 1969: Zehn kleine Negerlein (TV-Film)
- 1969: Die Kuba-Krise 1962 (TV-Film)
- 1969: Die Engel von St. Pauli
- 1970: Baal
- 1970: Pater Brown – Der rote Mond von Meru
- 1970: The Last Escape
- 1970: Der Kommissar – Parkplatz-Hyänen
- 1971: Glückspilze
- 1972: Die rote Kapelle
- 1972: Im Namen der Freiheit (TV-Film)
- 1974: Der Kommissar – Spur von kleinen Füssen
- 1975: Stellenweise Glatteis (Gewerkschaftssekretär Grünefeld)
- 1976: Vier gegen die Bank
- 1977: Derrick – Tote im Wald
- 1981: Der Fuchs von Övelgönne – Entscheidung bei Windstärke 9

## Hörspiele
- 1968: Michael Brett: Der Fall Lancester – Regie: Günther Sauer (Kriminalhörspiel – SDR)